# Otis Skinner

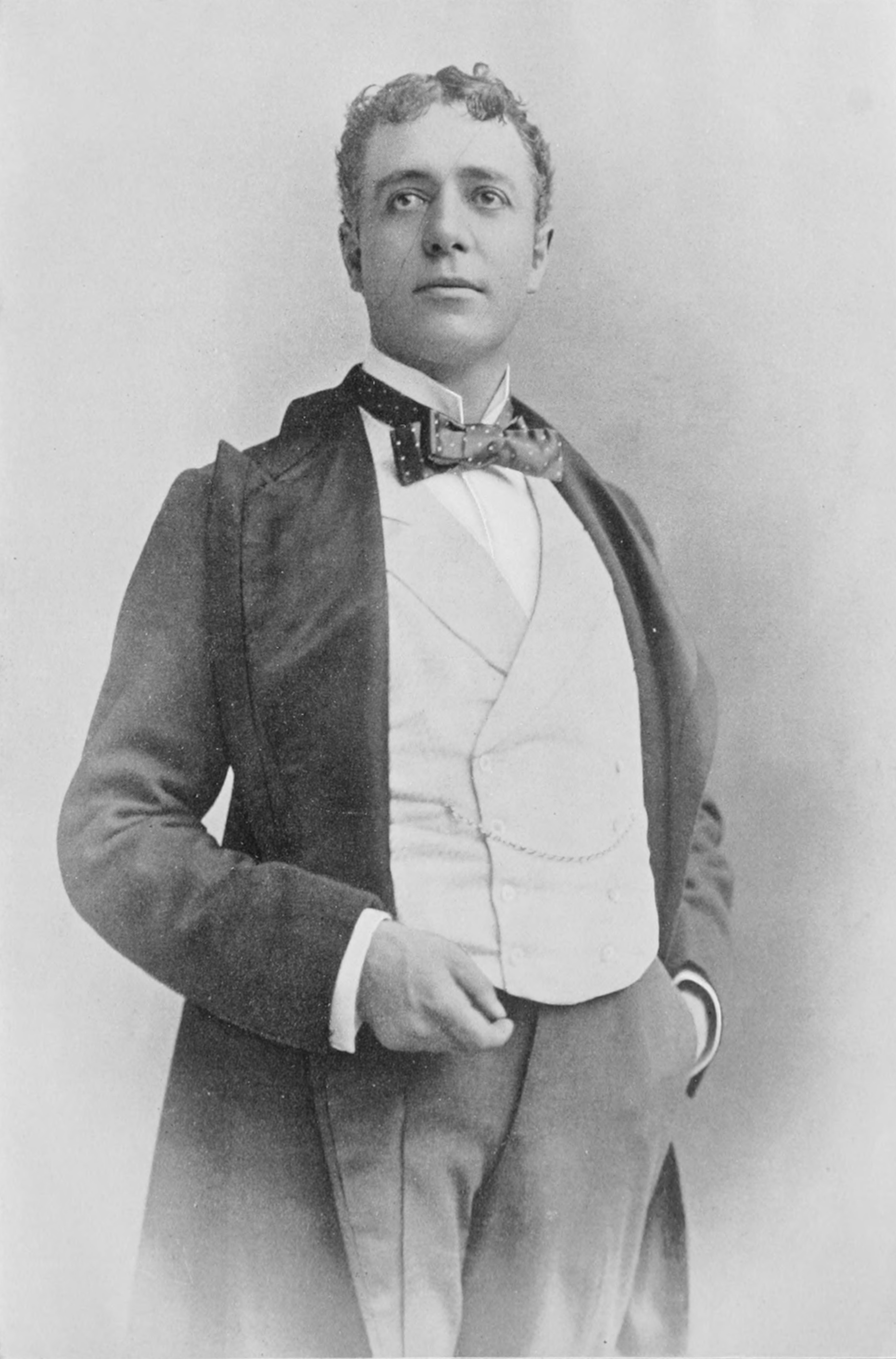
Otis Skinner, 1893

Otis Skinner (* 28. Juni 1858 in Cambridge; † 4. Januar 1942 in New York City) war ein US-amerikanischer Schauspieler und Autor.

## Leben und Wirken
Der Priestersohn Skinner wuchs in Hartford auf, wo er auch erfolglos zur Schule ging. Mit 16 begann er zu arbeiten. Seine erste Erfahrung als Schauspieler erhielt er 1877 mit dem Philadelphia Museum. 1879 spielte er das erste Mal in New York. In den nächsten zehn Jahren spielte er Nebenrollen in Stücken mit berühmten Schauspielern wie Lawrence Barrett, mit dem er zwischen 1881 und 1884 zusammenarbeitete, und Augustin Daly, mit dem er von 1884 bis 1889 zusammenarbeitete. In den 1890ern spielte er zum ersten Mal Hauptrollen in Stücken von Shakespeare wie Romeo in Romeo und Julia oder Macbeth in Macbeth. Letztere Rolle spielte er mit Helena Modrzejewska, die Lady Macbeth darstellte.
1894 galt er als ein Star des Theaters. Oft tourte er durch die USA; er sei in der Nation bekannter als am Broadway gewesen. In New York trat er 1898 zusammen mit Joseph Jefferson in The Rivals auf und spielte 1900 und 1901 mit großem Erfolg die Stücke Francesca da Rimini (George Henry Boker) und Prince Otto (Dramatisierung von Robert Louis Stevensons gleichnamigen Roman).
1904 wurde sein Manager Charles Frohman, der einflussreiche Leiter des Theatrical Syndicate. Skinner beendete seine Tours und fokussierte sich auf den Broadway. 1911 spielte er mit dem Bettler Hajj im Stück Kismet seine wohl bekannteste Rolle. Für den 50-Jährigen war sie aber wohl zu anstrengend; gesundheitliche Probleme führten zu einer Operation, während der er fast verstarb. Skinner trat auch in zwei Verfilmungen von Kismet aus den Jahren 1920 und 1930 auf. Weitere bekanntere Auftritte hatte er als Philippe Bridau in The Honor of the Family (gespielt 1908), als Antonio Camaradonio in Mister Antonio (gespielt 1916) und als Juan Gallardo in Blood and Sand (gespielt 1921). Sein letzter Auftritt am Broadway war im Stück A Hundred Years Old.
Skinner schrieb die Autobiografie Footlights and Spotlights, mehrere Artikel für Magazine und die Bücher Mad Folk of the Theatre, One Man in His Time und The Last Tragedian. Letzteres ist eine Sammlung von Edwin Booths Briefen.

## Familie
Skinner heiratete 1895 die Schauspielerin Maud Durbin. Die Schauspielerin Cornelia Otis Skinner war die Tochter von ihm und seiner Frau.